# 南條賢太
南條 賢太（なんじょう けんた、 1972年11月22日 - ）は、 大阪府東大阪市出身の元ラグビー選手である。2003年以降は「南條 健太」名義で選手登録。

## 来歴
小学校高学年時に『いじめ』に遭い、玉川中学校へ進学した際に楕円球と出会い、強くなりたい一心でラグビーを始める。
大阪工業大学高校に進学し、高校3年時には大阪府代表として国体優勝、全国高校ラグビー大会では第3位、高校日本代表入りを果たす。
高校卒業後は明治大学に進学。ラグビー部では3年から正PR（プロップ）として出場し1993年度の大学選手権優勝に貢献。4年時には主将を務めた。
大学卒業後の1995年に神戸製鋼へ入社。阪神淡路大震災の被害により、瓦礫が山の様に積み込まれる灘浜グランドで社会人ラグビー選手としての一歩を踏み出す。
30歳でプロ契約選手に転向。ニュージーランドへ半年間のラグビー留学を経て、31歳で初めて正PRとしてシーズン全試合に出場。
高校日本代表、学生日本代表、U23日本代表、日本A代表を経て日本代表候補に選出されるが、当時はアキレス腱痛に悩まされ、自チームでのポジション争いに専念するために代表候補を辞退。後に練習中に左膝前十字靭帯を断裂し1年間のリハビリを経て復帰するが、ついに日本代表キャップ獲得はならなかった。
なお神戸製鋼在籍中には、全国社会人大会優勝2回、日本選手権優勝2回、ジャパンラグビートップリーグ初代王者に輝いている。
2008年シーズン終了時に神戸製鋼から戦力外通告を受け、母校・明治大学ラグビー部コーチに招聘されるも辞退し、故郷・東大阪市の近鉄ライナーズへ移籍。2009年シーズン当初は試合に出場するが夏以降に左膝を痛め、公式戦出場はなかった。2010年には選手兼任コーチとして近鉄から要請を受けるが辞退し、2010年4月18日の全早明戦を最後に現役を引退する。
その後3年の指導者生活を経て六甲ファイティングブルで現役復帰し、全国クラブラグビー選手権大会優勝に貢献。40歳での日本選手権出場は、現役最年長であった。
主な指導歴として、高校日本代表コーチ、U20日本代表アシスタントコーチ、クボタスピアーズスクラムコーチなどがある。
2010年7月から東大阪市にある花園ラグビー場への2019年ラグビーワールドカップ開催誘致と同市でのラグビー普及のため、ラグビーのまち東大阪アドバイザーに就任。
2010年12月からラグビー高校日本代表コーチ、 U20日本代表コーチを経て日本ラグビーフットボール協会リソースコーチに就任。
2011年9月からラグビー普及活動として東大阪市にある小学校54校（当時）に向けて、体育の授業でタグラグビーの出前授業を開始する。
2015年4月から樟蔭東学園高校（現：アナン学園高校）女子ラグビー部創部に携わると共に、同校女子ラグビー部監督に就任。
同年、東大阪市にて初めての女子ラグビーチームであるHanazono Hollyhocks（ハナゾノ ホリホックス）を設立。
2016年6月、第2回SCIX CUPにて初出場、初優勝を決め、アナン学園女子ラグビー部として見事に初陣を飾る。
2017年2月、全国高校女子ラグビー選抜大会大阪府予選を勝ち抜き、部員10名、創部2年目にて初の全国大会への出場を決める。

## 人物
- 妻はABCテレビ『おはよう朝日です』のエレクトーン奏者だった田中さくら（2004年結婚）。
- 1993年秋に実父が自死、妻との間の第2子は死産、そして妻は2017年11月11日に子宮頸がんで亡くなるという別れを味わう。
- 幼少期から泣くことが多く、親戚が集まる際に従姉妹が叔母に怒られている姿を見て、かわいそうだと号泣するほどの泣き虫だった。
- 現役時代のポジションはプロップ、フッカー。
- 縁の下の力持ちのようなポジションを務めるが目立ちたいがあまりに、寝言で『トライ!』と夢の中で普段の試合では出来ないことをしていた。
- 大学時代は明治大学黄金期の主将ながら唯一、ラグビー専門誌の表紙を飾らなかった。
- 神戸製鋼在籍期間は14年と長いが、公式戦出場は90試合にとどまる。
- 2008年シーズン終了時にはイタリアのグラン・パルマから移籍のオファーを受けたが、楕円球と出会った故郷での現役最後のシーズンを選んだ。
- 一度は現役引退を決意し、ラグビーの指導を勉強するために100チーム以上の指導現場に立つことを目標に全国の大学・高校のラグビー部を渡り歩いた。
- 東大阪市の小学校で子どもたちから『試合に出ている姿が見たい』と言われ、現役復帰を決める。
- 小学校の子どもたちからは『なんちゃん』と呼ばれている。

## 関連情報

### 出演番組
- NHK大阪「ウイークエンド関西」（2012年11月24日）
- NHK大阪「“ラグビー愛”に燃えるまち 〜東大阪市花園ラグビー場界わい〜」（2012年12月12日）
- 朝日放送「西川きよしのおしゃべりあるき目です」（2015年3月17日、18日）
- NHK大阪「ニューステラス関西」（2015年3月17日）